# Rolf Wikström
Rolf Julius "Roffe" Wikström, född 5 april 1949 i Stockholm, är en svensk bluessångare, gitarrist och låtskrivare. Han har avlagt filosofie kandidatexamen i kulturgeografi, nationalekonomi och ekonomisk historia.

## Biografi
Wikström växte upp under enkla i förhållanden i Stockholm där fem familjemedlemmar delade på en etta nära Hammarby IP. Första gången han hörde blues var när han 1961 såg ett TV-program med den amerikanske pianisten och sångaren Champion Jack Dupree. Ungefär samtidigt lånade Wikström en gitarr av en morbror och började att öva på solon han hört på radion. När familjen hade en TV-reparatör hemma påtalade denne att gitarren Wikström spelade på var ostämd. Wikström hade alltså lärt sig instrumentet på ett felaktigt sätt, vilket var möjligt eftersom han vid denna tidpunkt enbart spelade melodier och inga ackord. Efter att gitarren hade blivit stämd lärde han sig ackord och noter från en lärobok i musik han fått i skolan. En tid senare köpte han sin första egna gitarr, en Fenton Veil, och därefter en halvakustisk Levin 325. Han pluggade in den i en batteridriven radio som därmed blev förstärkare.

### 1970-talet

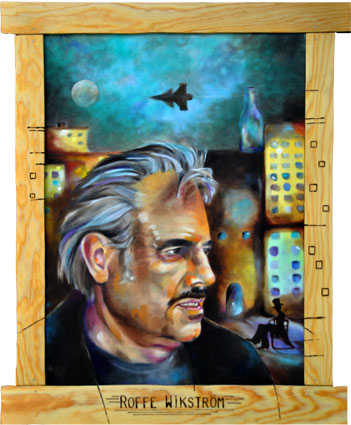
Porträtt av Roffe Wikström målat av den svenska konstnären Tommy Tallstig.

1970 spelade Wikström gitarr på The Underground Failures debutalbum. Wikström fick ett första genombrott i gruppen Slim's Blues Gang, som leddes av Per "Slim" Notini. 1971 släppte gruppen albumet The Blues Ain't Strange på Sonet Records. Han spelade också på John Holms singel Svarte kungen/Nales blås. Under namnet Cool Hambone singeldebuterade Wikström 1972 med I'm So Tired of It/Supervisor Blues, utgiven på det mindre skivbolaget Tibet-46. Trots sina blott två låtar hade skivan en speltid på över fjorton minuter, vilket var ovanligt för en singel. 1972 spelade han på Ola Magnells singel Påtalåten och John Holms album Sordin, 1973 medverkade han på Risken Finns självbetitlade album Risken Finns och året efter på Kjell Höglunds Baskervilles hund och Göran Perssons Hundliv.
Han var också med i gruppen Löpande bandet från och med 1972, där han kom med som repetitör och gitarrist. Wikström hade blivit ombedd att tonsätta texter till den politiska sånggrupp som senare blev Löpande Bandet. Gruppen gav ut albumet Nån gång måste man landa... 1974 men hade då redan splittrats eftersom Wikström var missnöjd med den tid som gruppen tog på sig att repa in nya låtar. Under första halvan av 1975 arbetade Wikström på Länsstyrelsens regionalekonomiska enhet men när arbetet upphörde satsade han heltid på musiken. Debutalbumet som soloartist, Sjung svenska folk, utkom i februari 1975 på skivbolaget Ljudspår. Han spelade också gitarr på Kjell Höglunds Hjärtat sitter till vänster.
1976 bildade han bandet Rolf Wikströms Hjärtslag som skulle komma att fungera som Wikströms kompband. Tillsammans släppte de skivorna Hjärtslag (1977), Jävla måndag (1978) och Den åttonde dagen (1979) innan sjuttiotalet var över. Wikström medverkade 1979 även som gitarrist och producent på Lasse Tennanders Längst därinne är himlen ändå röd.

### 1980-talet
1980 utgavs två album, Digitalis och Känns det igen. Wikström medverkade även på Turids album Tistlar från tundran (1980) och Charles Browns livealbum I'm Gonna Push On. Därefter följde albumen Magaza Stomp (1981), Bluesman (1983), Bortom synd och skam (1984), Blås ut mitt månljus (1986), Det här är mitt liv (1988) och Mitt hjärta är ditt (1989). På det sistnämnda tolkade han texter av poeten Nils Ferlin och skivan kom att bli en försäljningsmässig framgång.

### 1990-talet

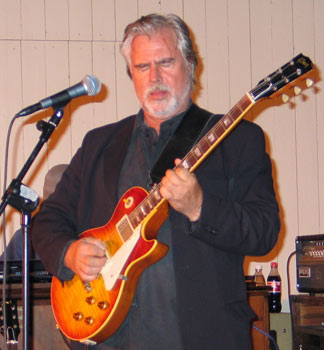
Wikström i Södertälje 2004

1990 utkom Som ett fladdrande ljus, följt av Blues är allt jag har (1992), samlingsalbumet Som vattnet flyter i floden 1972–1992 (1993), Mississippi (1994) och ...din längtans blå anemone 1996.  Det sistnämnda var likt 1989 års Mitt hjärta är ditt ett album där Wikström tolkade Nils Ferlin-låtar och precis som första albumet blev ...din längtans blå anemone en försäljningsframgång. Albumet följdes av Himlen är blå (1996) och Starka band (1998).

### 2000-talet
Det första albumet att ges ut på 2000-talet var 2001 års Allting förändras, vilket följdes av samlingsalbumet Allt är gjort av plåt (2002), livealbumet 2 kvällar på Fasching (2002), Blues (2003), Det brustna hjärtat (2005) samt ytterligare ett livealbum, Live 2005.

### 2010-talet
Efter flera år utan skivsläpp kom 2011 Istället för tystnad. Skivan nådde en nittondeplats på den svenska albumlistan.

## Kompband
I slutet av 70-talet användes Rolf Wikströms kompband Hjärtslag som turnéband i Skandinavien för gästande amerikanska bluesartister, bland andra Albert Collins, Charles Brown och Roy Brown. Åren 2002-2006 backades han upp av Blue Hammer. Det nuvarande kompbandet (2010) består av Jonatan Stenson (gitarr), Niklas Medin (klaviaturer), Tommy Cassemar (bas), samt Peter "Korre" Korhonen (trummor).

## Priser och utmärkelser
- 1989 – Nils Ferlin-Sällskapets trubadurpris[12]
- 1995 – Stockholms stads Bellmanpris[13]
- 2015 – Cornelis Vreeswijk-stipendiet[14]
- 2018  Guitarpeoples Prize

## Diskografi

### Slim's Blues Gang
- 1972 – The Blues Ain't Strange

### Löpande bandet
- 1975 – Nån gång måste man landa...

### Soloalbum
- 1975 – Sjung svenska folk
- 1977 – Hjärtslag
- 1978 – Jävla måndag
- 1979 – Den åttonde dagen
- 1980 – Digitalis
- 1980 – Känns det igen
- 1981 – Magaza Stomp
- 1983 – Bluesman
- 1984 – Bortom synd och skam
- 1986 – Blås ut mitt månljus
- 1988 – Det här är mitt liv
- 1989 – Mitt hjärta är ditt
- 1990 – Som ett fladdrande ljus
- 1992 – Blues är allt jag har
- 1993 – Som vattnet flyter i floden 1972–1992 (samlingsalbum)
- 1994 – Mississippi
- 1996 – ...din längtans blå anemone
- 1996 – Himlen är blå
- 1998 – Starka band
- 2001 – Allting förändras
- 2002 – Allt är gjort av plåt (samlingsalbum)
- 2002 – 2 kvällar på Fasching (livealbum)
- 2003 – Blues
- 2005 – Det brustna hjärtat
- 2005 – Live 2005 (livealbum)
- 2011 – Istället för tystnad
- 2021 – Ballader och bröl